# فهرست قطعنامه‌های شورای امنیت ۱۷۰۱ تا ۱۸۰۰
| قطعنامه‌های شورای امنیت                                      |
| ----------------------------------------------------------- |
| منابع: نشست‌های شورای امنیت • UNBISnet • ویکی‌نبشته           |
| ۱ تا ۱۰۰ (۱۹۴۶–۱۹۵۳)                                        |
| ۱۰۱ تا ۲۰۰ (۱۹۵۳–۱۹۶۵)                                      |
| ۲۰۱ تا ۳۰۰ (۱۹۶۵–۱۹۷۱)                                      |
| ۳۰۱ تا ۴۰۰ (۱۹۷۱–۱۹۷۶)                                      |
| ۴۰۱ تا ۵۰۰ (۱۹۷۶–۱۹۸۲)                                      |
| ۵۰۱ تا ۶۰۰ (۱۹۸۲–۱۹۸۷)                                      |
| ۶۰۱ تا ۷۰۰ (۱۹۸۷–۱۹۹۱)                                      |
| ۷۰۱ تا ۸۰۰ (۱۹۹۱–۱۹۹۳)                                      |
| ۸۰۱ تا ۹۰۰ (۱۹۹۳–۱۹۹۴)                                      |
| ۹۰۱ تا ۱۰۰۰ (۱۹۹۴–۱۹۹۵)                                     |
| ۱۰۰۱ تا ۱۱۰۰ (۱۹۹۵–۱۹۹۷)                                    |
| ۱۱۰۱ تا ۱۲۰۰ (۱۹۹۷–۱۹۹۸)                                    |
| ۱۲۰۱ تا ۱۳۰۰ (۱۹۹۸–۲۰۰۰)                                    |
| ۱۳۰۱ تا ۱۴۰۰ (۲۰۰۰–۲۰۰۲)                                    |
| ۱۴۰۱ تا ۱۵۰۰ (۲۰۰۲–۲۰۰۳)                                    |
| ۱۵۰۱ تا ۱۶۰۰ (۲۰۰۳–۲۰۰۵)                                    |
| ۱۶۰۱ تا ۱۷۰۰ (۲۰۰۵–۲۰۰۶)                                    |
| ۱۷۰۱ تا ۱۸۰۰ (۲۰۰۶–۲۰۰۸)                                    |
| ۱۸۰۱ تا ۱۹۰۰ (۲۰۰۸–۲۰۰۹)                                    |
| ۱۹۰۱ تا ۲۰۰۰ (۲۰۰۹–۲۰۱۱)                                    |
| ۲۰۰۱ تا ۲۱۰۰ (۲۰۱۱–۲۰۱۳)                                    |
| ۲۱۰۱ تا ۲۲۰۰ (۲۰۱۳–۲۰۱۵)                                    |
| ۲۲۰۱ تا ۲۳۰۰ (۲۰۱۵–۲۰۱۶)                                    |
| ۲۳۰۱ تا ۲۴۰۰ (۲۰۱۶–۲۰۱۸)                                    |
| ۲۲۰۱ تا ۲۳۰۰ (۲۰۱۸–تاکنون)                                  |
| متن مربوطه در ویکی‌نبشته : قطعنامه‌های شورای امنیت سازمان ملل |

فهرست زیر، شامل قطعنامه‌های سازمان ملل متحد از قطعنامهٔ شمارهٔ ۱۷۰۱ تا ۱۸۰۰ است که در بازهٔ زمانی ۳۱ مه ۲۰۰۵ میلادی تا ۱۰ اوت ۲۰۰۶ به تصویب رسیده‌است.
| شمارهٔ قطعنامه | تاریخ           | آرا (موافق-ممتنع-مخالف) | موضوع نشست                                                              |
| ------------- | --------------- | ----------------------- | ----------------------------------------------------------------------- |
| ۱۶۰۱          | ۳۱ مه ۲۰۰۵      | ۱۵-۰-۰                  | بررسی وضعیت در هائیتی                                                   |
| ۱۶۰۲          | ۳۱ مه ۲۰۰۵      | ۱۵-۰-۰                  | بررسی وضعیت بوروندی                                                     |
| ۱۶۰۳          | ۰۳ ژوئن ۲۰۰۵    | ۱۵-۰-۰                  | بررسی وضعیت در ساحل عاج                                                 |
| ۱۶۰۴          | ۱۵ ژوئن ۲۰۰۵    | ۱۵-۰-۰                  | بررسی وضعیت در قبرس                                                     |
| ۱۶۰۵          | ۱۷ ژوئن ۲۰۰۵    | ۱۵-۰-۰                  | بررسی وضعیت خاورمیانه                                                   |
| ۱۶۰۶          | ۲۰ ژوئن ۲۰۰۵    | ۱۵-۰-۰                  | بررسی وضعیت بوروندی                                                     |
| ۱۶۰۷          | ۲۱ ژوئن ۲۰۰۵    | ۱۵-۰-۰                  | بررسی وضعیت در لیبریا                                                   |
| ۱۶۰۸          | ۲۲ ژوئن ۲۰۰۵    | ۱۵-۰-۰                  | مسئلهٔ هائیتی                                                            |
| ۱۶۰۹          | ۲۴ ژوئن ۲۰۰۵    | ۱۵-۰-۰                  | بررسی وضعیت در ساحل عاج                                                 |
| ۱۶۱۰          | ۳۰ ژوئن ۲۰۰۵    | ۱۵-۰-۰                  | بررسی وضعیت در سیرالئون                                                 |
| ۱۶۱۱          | ۰۷ جولای ۲۰۰۵   | ۱۵-۰-۰                  | تهدید صلح و امنیت بین‌المللی ناشی از اقدامات تروریستی                    |
| ۱۶۱۲          | ۲۶ جولای ۲۰۰۵   | ۱۵-۰-۰                  | کودکان و درگیری مسلحانه                                                 |
| ۱۶۱۳          | ۲۶ جولای ۲۰۰۵   | ۱۵-۰-۰                  | دادگاه جنایی بین‌المللی برای یوگسلاوی سابق                               |
| ۱۶۱۴          | ۲۹ جولای ۲۰۰۵   | ۱۵-۰-۰                  | بررسی وضعیت خاورمیانه                                                   |
| ۱۶۱۵          | ۲۹ جولای ۲۰۰۵   | ۱۵-۰-۰                  | بررسی وضعیت گرجستان                                                     |
| ۱۶۱۶          | ۲۹ جولای ۲۰۰۵   | ۱۵-۰-۰                  | اوضاع در مورد جمهوری دموکراتیک کنگو                                     |
| ۱۶۱۷          | ۲۹ جولای ۲۰۰۵   | ۱۵-۰-۰                  | تهدید صلح و امنیت بین‌المللی ناشی از اقدامات تروریستی                    |
| ۱۶۱۸          | ۰۴ اوت ۲۰۰۵     | ۱۵-۰-۰                  | تهدید صلح و امنیت بین‌المللی ناشی از اقدامات تروریستی                    |
| ۱۶۱۹          | ۱۱ اوت ۲۰۰۵     | ۱۵-۰-۰                  | بررسی وضعیت در مورد عراق                                                |
| ۱۶۲۰          | ۳۱ اوت ۲۰۰۵     | ۱۵-۰-۰                  | بررسی وضعیت در سیرالئون                                                 |
| ۱۶۲۱          | ۰۶ سپتامبر ۲۰۰۵ | ۱۵-۰-۰                  | اوضاع در مورد جمهوری دموکراتیک کنگو                                     |
| ۱۶۲۲          | ۱۳ سپتامبر ۲۰۰۵ | ۱۵-۰-۰                  | بررسی وضعیت میان اریتره و اتیوپی                                        |
| ۱۶۲۳          | ۱۳ سپتامبر ۲۰۰۵ | ۱۵-۰-۰                  | اوضاع در افغانستان                                                      |
| ۱۶۲۴          | ۱۴ سپتامبر ۲۰۰۵ | ۱۵-۰-۰                  | تهدید بین‌المللی صلح و امنیت (اجلاس سران شورای امنیت ۲۰۰۵)               |
| ۱۶۲۵          | ۱۴ سپتامبر ۲۰۰۵ | ۱۵-۰-۰                  | تهدید بین‌المللی صلح و امنیت (اجلاس سران شورای امنیت ۲۰۰۵)               |
| ۱۶۲۶          | ۱۹ سپتامبر ۲۰۰۵ | ۱۵-۰-۰                  | بررسی وضعیت در لیبریا                                                   |
| ۱۶۲۷          | ۲۳ سپتامبر ۲۰۰۵ | ۱۵-۰-۰                  | بررسی وضعیت مرتبط با سودان                                              |
| ۱۶۲۸          | ۳۰ سپتامبر ۲۰۰۵ | ۱۵-۰-۰                  | اوضاع در مورد جمهوری دموکراتیک کنگو                                     |
| ۱۶۲۹          | ۳۰ سپتامبر ۲۰۰۵ | ۱۵-۰-۰                  | دادگاه جنایی بین‌المللی برای یوگسلاوی سابق                               |
| ۱۶۳۰          | ۱۴ اکتبر ۲۰۰۵   | ۱۵-۰-۰                  | بررسی وضعیت در سومالی                                                   |
| ۱۶۳۱          | ۱۷ اکتبر ۲۰۰۵   | ۱۵-۰-۰                  | همکاری بین سازمان ملل متحد و سازمانهای منطقه‌ای در حفظ صلح و امنیت جهانی |
| ۱۶۳۲          | ۱۸ اکتبر ۲۰۰۵   | ۱۵-۰-۰                  | بررسی وضعیت در ساحل عاج                                                 |
| ۱۶۳۳          | ۲۱ اکتبر ۲۰۰۵   | ۱۵-۰-۰                  | بررسی وضعیت در ساحل عاج                                                 |
| ۱۶۳۴          | ۲۸ اکتبر ۲۰۰۵   | ۱۵-۰-۰                  | بررسی وضعیت مرتبط با صحرای غربی                                         |
| ۱۶۳۵          | ۲۸ اکتبر ۲۰۰۵   | ۱۵-۰-۰                  | اوضاع در مورد جمهوری دموکراتیک کنگو                                     |
| ۱۶۳۶          | ۳۱ اکتبر ۲۰۰۵   | ۱۵-۰-۰                  | بررسی وضعیت خاورمیانه                                                   |
| ۱۶۳۷          | ۰۸ نوامبر ۲۰۰۵  | ۱۵-۰-۰                  | بررسی وضعیت میان کویت و عراق                                            |
| ۱۶۳۸          | ۱۱ نوامبر ۲۰۰۵  | ۱۵-۰-۰                  | بررسی وضعیت در لیبریا                                                   |
| ۱۶۳۹          | ۲۱ نوامبر ۲۰۰۵  | ۱۵-۰-۰                  | بررسی وضعیت در بوسنی و هرزگوین                                          |
| ۱۶۴۰          | ۲۳ نوامبر ۲۰۰۵  | ۱۵-۰-۰                  | بررسی وضعیت میان اریتره و اتیوپی                                        |
| ۱۶۴۱          | ۳۰ نوامبر ۲۰۰۵  | ۱۵-۰-۰                  | بررسی وضعیت در بوروندی                                                  |
| ۱۶۴۲          | ۱۴ دسامبر ۲۰۰۵  | ۱۵-۰-۰                  | بررسی وضعیت در قبرس                                                     |
| ۱۶۴۳          | ۱۵ دسامبر ۲۰۰۵  | ۱۵-۰-۰                  | بررسی وضعیت در ساحل عاج                                                 |
| ۱۶۴۴          | ۱۵ دسامبر ۲۰۰۵  | ۱۵-۰-۰                  | بررسی وضعیت خاورمیانه                                                   |
| ۱۶۴۵          | ۲۰ دسامبر ۲۰۰۵  | ۱۵-۰-۰                  | ایجاد صلح پس از درگیری                                                  |
| ۱۶۴۶          | ۲۰ دسامبر ۲۰۰۵  | ۱۳-۲-۰                  | ایجاد صلح پس از درگیری                                                  |
| ۱۶۴۷          | ۲۰ دسامبر ۲۰۰۵  | ۱۵-۰-۰                  | بررسی وضعیت در لیبریا                                                   |
| ۱۶۴۸          | ۲۱ دسامبر ۲۰۰۵  | ۱۵-۰-۰                  | بررسی وضعیت خاورمیانه                                                   |
| ۱۶۴۹          | ۲۱ دسامبر ۲۰۰۵  | ۱۵-۰-۰                  | اوضاع در مورد جمهوری دموکراتیک کنگو                                     |
| ۱۶۵۰          | ۲۱ دسامبر ۲۰۰۵  | ۱۵-۰-۰                  | بررسی وضعیت بوروندی                                                     |
| ۱۶۵۱          | ۲۱ دسامبر ۲۰۰۵  | ۱۵-۰-۰                  | بررسی وضعیت مربوط به سودان                                              |
| ۱۶۵۲          | ۲۴ ژانویه ۲۰۰۶  | ۱۵-۰-۰                  | بررسی وضعیت در ساحل عاج                                                 |
| ۱۶۵۳          | ۲۷ ژانویه ۲۰۰۶  | ۱۵-۰-۰                  | بررسی وضعیت در منطقه دریاچه‌های بزرگ آفریقا                              |
| ۱۶۵۴          | ۳۱ ژانویه ۲۰۰۶  | ۱۵-۰-۰                  | اوضاع در مورد جمهوری دموکراتیک کنگو                                     |
| ۱۶۵۵          | ۳۱ ژانویه ۲۰۰۶  | ۱۵-۰-۰                  | بررسی وضعیت خاورمیانه                                                   |
| ۱۶۵۶          | ۳۱ ژانویه ۲۰۰۶  | ۱۵-۰-۰                  | بررسی وضعیت گرجستان                                                     |
| ۱۶۵۷          | ۰۶ فوریه ۲۰۰۶   | ۱۵-۰-۰                  | بررسی وضعیت در ساحل عاج                                                 |
| ۱۶۵۸          | ۱۴ فوریه ۲۰۰۶   | ۱۵-۰-۰                  | مسئلهٔ هائیتی                                                            |
| ۱۶۵۹          | ۱۵ فوریه ۲۰۰۶   | ۱۵-۰-۰                  | اوضاع در افغانستان                                                      |
| ۱۶۶۰          | ۲۸ فوریه ۲۰۰۶   | ۱۵-۰-۰                  | دادگاه جنایی بین‌المللی برای یوگسلاوی سابق                               |
| ۱۶۶۱          | ۱۴ مارس ۲۰۰۶    | ۱۵-۰-۰                  | بررسی وضعیت میان اریتره و اتیوپی                                        |
| ۱۶۶۲          | ۲۳ مارس ۲۰۰۶    | ۱۵-۰-۰                  | اوضاع در افغانستان                                                      |
| ۱۶۶۳          | ۲۴ مارس ۲۰۰۶    | ۱۵-۰-۰                  | بررسی وضعیت مربوط به سودان                                              |
| ۱۶۶۴          | ۲۹ مارس ۲۰۰۶    | ۱۵-۰-۰                  | بررسی وضعیت خاورمیانه                                                   |
| ۱۶۶۵          | ۲۹ مارس ۲۰۰۶    | ۱۵-۰-۰                  | بررسی وضعیت مربوط به سودان                                              |
| ۱۶۶۶          | ۳۱ مارس ۲۰۰۶    | ۱۵-۰-۰                  | بررسی وضعیت گرجستان                                                     |
| ۱۶۶۷          | ۳۱ مارس ۲۰۰۶    | ۱۵-۰-۰                  | بررسی وضعیت در لیبریا                                                   |
| ۱۶۶۸          | ۱۰ آوریل ۲۰۰۶   | ۱۵-۰-۰                  | دادگاه جنایی بین‌المللی برای یوگسلاوی سابق                               |
| ۱۶۶۹          | ۱۰ آوریل ۲۰۰۶   | ۱۵-۰-۰                  | اوضاع در مورد جمهوری دموکراتیک کنگو                                     |
| ۱۶۷۰          | ۱۳ آوریل ۲۰۰۶   | ۱۵-۰-۰                  | بررسی وضعیت میان اریتره و اتیوپی                                        |
| ۱۶۷۱          | ۲۵ آوریل ۲۰۰۶   | ۱۵-۰-۰                  | اوضاع در مورد جمهوری دموکراتیک کنگو                                     |
| ۱۶۷۲          | ۲۵ آوریل ۲۰۰۶   | ۱۲-۳-۰                  | بررسی وضعیت در مورد سودان                                               |
| ۱۶۷۳          | ۲۷ آوریل ۲۰۰۶   | ۱۵-۰-۰                  | عدم گسترش سلاح کشتار جمعی                                               |
| ۱۶۷۴          | ۲۸ آوریل ۲۰۰۶   | ۱۵-۰-۰                  | محافظت از غیرنظامیان در درگیری‌های مسلحانه                               |
| ۱۶۷۵          | ۲۸ آوریل ۲۰۰۶   | ۱۵-۰-۰                  | بررسی وضعیت مربوط به صحرای غربی                                         |
| ۱۶۷۶          | ۱۰ مه ۲۰۰۶      | ۱۵-۰-۰                  | بررسی وضعیت در سومالی                                                   |
| ۱۶۷۷          | ۱۲ مه ۲۰۰۶      | ۱۵-۰-۰                  | بررسی وضعیت تیمور شرقی                                                  |
| ۱۶۷۸          | ۱۵ مه ۲۰۰۶      | ۱۵-۰-۰                  | بررسی وضعیت میان اریتره و اتیوپی                                        |
| ۱۶۷۹          | ۱۶ مه ۲۰۰۶      | ۱۵-۰-۰                  | بررسی وضعیت در سودان                                                    |
| ۱۶۸۰          | ۱۷ مه ۲۰۰۶      | ۱۳-۲-۰                  | بررسی وضعیت خاورمیانه                                                   |
| ۱۶۸۱          | ۳۱ مه ۲۰۰۶      | ۱۵-۰-۰                  | بررسی وضعیت میان اریتره و اتیوپی                                        |
| ۱۶۸۲          | ۰۲ ژوئن ۲۰۰۶    | ۱۵-۰-۰                  | بررسی وضعیت در ساحل عاج                                                 |
| ۱۶۸۳          | ۱۳ ژوئن ۲۰۰۶    | ۱۵-۰-۰                  | بررسی وضعیت در لیبریا                                                   |
| ۱۶۸۴          | ۱۳ ژوئن ۲۰۰۶    | ۱۵-۰-۰                  | دادگاه جنایی بین‌المللی برای رواندا                                      |
| ۱۶۸۵          | ۱۳ ژوئن ۲۰۰۶    | ۱۵-۰-۰                  | بررسی وضعیت خاورمیانه                                                   |
| ۱۶۸۶          | ۱۵ ژوئن ۲۰۰۶    | ۱۵-۰-۰                  | بررسی وضعیت خاورمیانه                                                   |
| ۱۶۸۷          | ۱۵ ژوئن ۲۰۰۶    | ۱۵-۰-۰                  | بررسی وضعیت در قبرس                                                     |
| ۱۶۸۸          | ۱۶ ژوئن ۲۰۰۶    | ۱۵-۰-۰                  | بررسی وضعیت در سیرالئون                                                 |
| ۱۶۸۹          | ۲۰ ژوئن ۲۰۰۶    | ۱۵-۰-۰                  | بررسی وضعیت در لیبریا                                                   |
| ۱۶۹۰          | ۲۰ ژوئن ۲۰۰۶    | ۱۵-۰-۰                  | بررسی وضعیت تیمور شرقی                                                  |
| ۱۶۹۱          | ۲۲ ژوئن ۲۰۰۶    | - -                     | پذیرش اعضای جدید سازمان ملل متحد: جمهوری مونته‌نگرو                      |
| ۱۶۹۲          | ۳۰ ژوئن ۲۰۰۶    | ۱۵-۰-۰                  | بررسی وضعیت بوروندی                                                     |
| ۱۶۹۳          | ۳۰ ژوئن ۲۰۰۶    | ۱۵-۰-۰                  | اوضاع در مورد جمهوری دموکراتیک کنگو                                     |
| ۱۶۹۴          | ۱۳ جولای ۲۰۰۶   | ۱۵-۰-۰                  | بررسی وضعیت در لیبریا                                                   |
| ۱۶۹۵          | ۱۵ جولای ۲۰۰۶   | ۱۵-۰-۰                  | بررسی وضعیت در مورد کره شمالی منع گسترش                                 |
| ۱۶۹۶          | ۳۱ جولای ۲۰۰۶   | ۱۴-۰-۱                  | بررسی وضعیت در مورد ایران منع گسترش                                     |
| ۱۶۹۷          | ۳۱ جولای ۲۰۰۶   | ۱۵-۰-۰                  | بررسی وضعیت خاورمیانه                                                   |
| ۱۶۹۸          | ۳۱ جولای ۲۰۰۶   | ۱۵-۰-۰                  | اوضاع در مورد جمهوری دموکراتیک کنگو                                     |
| ۱۶۹۹          | ۰۸ اوت ۲۰۰۶     | ۱۵-۰-۰                  | مسائل عمومی مربوط به تحریم                                              |
| ۱۷۰۰          | ۱۰ اوت ۲۰۰۶     | ۱۵-۰-۰                  | مسئلهٔ عراق                                                              |